# 草場佩川
草場 佩川（くさば はいせん、天明7年1月7日（1787年2月24日） – 慶応3年10月29日（1867年11月24日））は、江戸時代後期の儒学者。佐賀藩多久領出身で、江戸で古賀精里に学び、佐賀藩藩校弘道館教授を務めた。佩川（珮川）は号で、通称は磋助（さすけ）あるいは瑳助、名は韡（さかえ）、字は棣芳（ていほう）。漢詩人として知られ、文人画にも優れた。

## 生涯
天明7年（1787年）、肥前国多久町において、多久邑主（領主）である多久氏（佐賀藩重臣）の家臣、草場泰虎の次男として生まれる。幼くして父を失ったが、母に教えられた和歌をそらんじるなど利発に育った。8歳で多久の東原庠舎に入門。15歳で東原庠舎の「句読師補」（師に代って素読を教える役目）を務めた。
文化元年（1804年）、18歳の時に邑主多久茂鄰（しげちか）の命によって佐賀藩校弘道館に入る。この際、師の古賀穀堂（古賀精里の子）から「珮川」の号を与えられた（のちに「佩川」に改める）。
文化7年（1810年）、23歳の時に多久茂鄰に従って江戸に出、古賀精里に学んだ。文化8年（1811年）には古賀精里に同行して対馬で朝鮮通信使の迎接にあたる。朝鮮側の使節団と詩文を交わし、文名を挙げている。この時の対馬出張の記録として、画も交えた『津島日記』がある。
文化8年（1811年）に帰郷、多久家の儒官となり東原庠舎に奉職。天保5年（1834年）に佐賀藩弘道館教諭となった。多久家・佐賀本藩の主君の教師となり、また藩士の教育にあたった。また政治にも参画、藩主鍋島直正（閑叟）の信任を受けた。
安政2年（1855年）には昌平黌教授として招聘を受けるも、「老病」を理由として辞退。安政6年（1859年）、73歳で弘道館教授に就任。佩川が教諭・教授を務めた弘道館からは、大隈重信、副島種臣、大木喬任、江藤新平らが輩出した。
文久元年（1861年）致仕。慶応3年（1867年）10月29日死去、享年81。草場船山は長男。墓所は多久市の大古場墓地。
大正5年（1916年）、従四位を追贈された。

## 人物
漢詩・画に優れた人物であった。また、清音（中国語）に通じ、武芸にも秀でていたという。著作として『津島日記』、詩集に『珮川詩鈔』などがある。文化元年以来の膨大な日記（『草場珮川日記』）を残している。
画は長崎で江越繍浦（父の友人であった）を師として沈南蘋の画風（南蘋派）を学び、のちに南宗画に転じて墨竹画を能くした。主君多久茂鄰ら多くの肖像を残しているが、自画像は残しておらず、また他の画家によっても描かれてはいない。
詩は63歳までに「一万五千余首」を賦したといい、広瀬旭荘は『珮川詩鈔』に「真の雅人」と賛辞を記している。
親交を結んだ人物としては、菅茶山、市河寛斎、頼山陽、篠崎小竹らが挙げられる。